# Peter Schmidt (Fußballspieler, 1951)
Peter Schmidt (* 24. April 1951) ist ein ehemaliger deutscher Fußballspieler. Der Offensivspieler hat in der Saison 1976/77 beim 1. FC Saarbrücken in der Fußball-Bundesliga sechs Ligaspiele bestritten.

## Karriere
Peter Schmidt begann seine Karriere 1964 in der Jugend des damaligen 1. Amateurligisten, Sportfreunde Saarbrücken. Schnell wurde er zum saarländischen Jugend-Auswahlspieler und schaffte schon als 17-Jähriger den Sprung in die 1. Mannschaft seines Heimatvereins in der damaligen 1. Amateurliga Saar und wurde mehrfach Torschützenkönig dieser Liga. Es folgten häufige Berufungen in die saarländische Amateurauswahl unter den Trainern Jupp Derwall und Philipp Becker. In der Saison 1970/71 erreichte er mit den Sportfreunden die Vizemeisterschaft und damit die Teilnahme an den Spielen um die deutsche Amateurmeisterschaft. Der junge Stürmer kam in allen vier Gruppenspielen gegen den VfR Kaiserslautern (1:1, 3:0) und den FC Gottmadingen (1:4, 0:2) zum Einsatz. In der Saison 1973/74 belegte er in der 1. Amateurliga Saarland mit seinem Verein den 10. Rang und nahm mit der Verbandsauswahl an den Spielen um den Länderpokal teil. Die Saarland-Vertretung spielte mit dem Angreifer in der Gruppenphase gegen den Niederrhein (0:1), Mittelrhein (0:1) und Bremen (1:3).
Zur Saison 1974/75 wechselte er zu Borussia Neunkirchen in die damals neu gegründete 2. Fußball-Bundesliga. Schmidt debütierte am Rundenstarttag, den 3. August 1974, bei einem 3:1-Auswärtserfolg beim VfR Mannheim in der 2. Bundesliga. Er wurde von Trainer Erwin Türk in der 60. Minute eingewechselt und erzielte in der 80. Minute den 2:1-Führungstreffer an der Seite von Mitspielern wie Willi Ertz, Heinz Histing, Heinz-Jürgen Henkes, Ludwig Lang und Horst Schauß. Obwohl der Club absteigen musste, machte Schmidt mit 11 Treffern in 37 Ligaeinsätzen als Sturmspitze auf sich aufmerksam. Unter anderem erhielt er auch zwei Berufungen in die Studenten-Nationalmannschaft (1975 gegen Belgien und Uruguay).
Vor der Saison 1975/76 wechselte er zum 1. FC Saarbrücken und wurde mit dem 7. des Vorjahres direkt Meister. Er gehörte zu den wenigen Stammspielern, die alle Spiele der Meisterschaftssaison bestritten. Mit zehn Treffern war er hinter Felix Magath und Ludwig Denz drittbester Torschütze der Mannschaft. Neben Schmidt waren auch noch die Spieler Dieter Ferner, Manfred Cremer, Werner Greth und Horst Bender in den Ludwigspark gekommen. In der Fußball-Bundesliga absolvierte Schmidt 1975/76 sechs Spiele, das letzte am 27. November 1976 bei einer 0:3-Auswärtsniederlage bei Borussia Mönchengladbach, ehe eine schwere Knieverletzung seine Karriere für fast zwei Jahre unterbrach. Erst in der Rückrunde der Saison 1978/79 wurde er wieder fit und schaffte es beim damaligen Zweitligisten 1. FC Saarbrücken, schnell wieder Stammspieler zu werden. Als defensiver Mittelfeldspieler erzielte er in 14 Spielen sechs Treffer. Nach der Saison musste Schmidt wegen der Nachwirkungen der Verletzungen seine höherklassige Karriere beenden und ließ im Amateurbereich beim ASC Dudweiler seine Laufbahn ausklingen.
Schmidt absolvierte während seiner Fußball-Laufbahn eine Ausbildung zum Gymnasiallehrer (Deutsch, Soziologie, Politik), arbeitete dann fast 20 Jahre als Zeitungsredakteur und ist seit 2001 wieder im Schuldienst tätig.
Peter Schmidt ist Vater von drei Kindern.